# Beatyfikowani i kanonizowani przez Aleksandra VII
Beatyfikowani i kanonizowani przez Aleksandra VII – święci i błogosławieni wyniesieni na ołtarze w czasie pontyfikatu Aleksandra VII.

## 1655
31 maja
- Bł. Ferdynand III Kastylijski

## 1657
- Św. Rajmund Nonnat

## 1658
1 listopada
- Św. Tomasz z Villanueva

## 1662
8 stycznia
- Bł. Franciszek Salezy

## 1664
20 kwietnia
- Bł. Piotr Arbués

## 1665
19 kwietnia
- Św. Franciszek Salezy

## 1666
21 października
- Św. Jan de Matha (zatwierdzenie kultu)